# Chiesa della Madonna delle Grazie di Manno
La chiesa della Madonna delle Grazie di Manno è un edificio sacro che si trova a Rocca d'Orcia, nel comune di Castiglione d'Orcia.

## Descrizione
L'edificio, cui è stato cambiato l'orientamento originale nei primi del Novecento, presenta una semplice facciata a capanna. La chiesa conserva all'interno un bel complesso in legno intagliato (coro e tabernacolo) riferibile alla metà del Cinquecento.
Sull'altare si trova un dipinto su tela raffigurante il Padre Eterno circondato da Angeli e Santi di scuola senese del XVII secolo. In un vuoto praticato al centro c'è un affresco raffigurante la Madonna col Bambino e due Angeli della maniera del Riccio, oggetto di grande venerazione popolare.